# Aeroporto de Nova Andradina
O Aeroporto Municipal de Nova Andradina é um aeroporto situado na cidade de Nova Andradina, em Mato Grosso do Sul, e possui capacidade para aeronaves de pequeno porte. O aeroporto é um modal logístico de transporte aéreo de passageiros que serve a cidade de Nova Andradina. 
Em 20 de dezembro de 2012 Nova Andradina foi incluída no Programa de Investimentos em Logística: Aeroportos do Governo Federal, um conjunto de medidas para melhorar a qualidade dos serviços e da infraestrutura aeroportuária e ampliar a oferta de transporte aéreo à população brasileira. O aeroporto é um dos nove de Mato Grosso do Sul a serem incluídos no programa.

## Características
- Operadora: Prefeitura Municipal
- Endereço: MS-134
- Cidade: Nova Andradina-MS
- Estado: Mato Grosso do Sul
- Código IATA:
- Código ICAO: SSID
- Terminal de passageiros:
- Movimento:
- Companhias aéreas:
- Comprimento da pista (m): 1400
- Altitude: 1335 pés
- Piso: A
- Sinalização: Sim
- Superfície: Asfalto